# 李缘
李缘（2000年5月29日—），中国女子篮球运动员，现效力于山东西王和中国国家女子篮球队。
李缘的父母曾是运动员，李缘最初接觸的运动项目是轮滑，接著是游泳，再來才是篮球。
她参加了2018年FIBA女子篮球世界杯，获得第六名。
2019年9月，李緣入選2019年女籃亞洲盃中國隊參賽名單。在決賽中，李緣代表中國女籃出戰。最終，中國女籃以68-71負於日本女籃，獲得亞軍。